# Robin Maugham

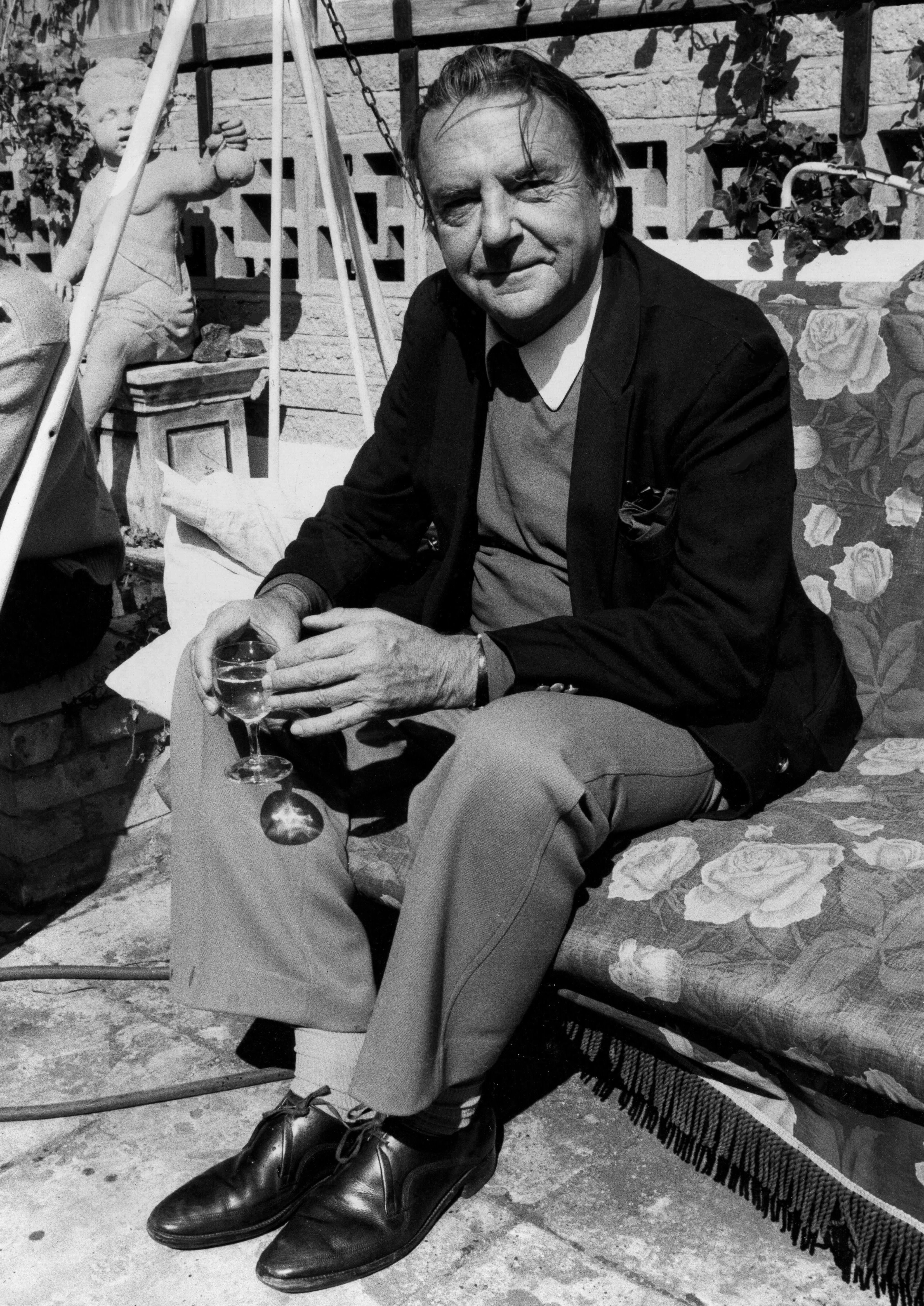
Robin Maugham vào 1974, bởi Allan Warren

Robert Cecil Romer Maugham, Tử tước Maugham thứ 2 (17 tháng 5 năm 1916 – 13 tháng 3 năm 1981), được biết như Robin Maugham, là một tác giả người Anh.
Được đào tạo như một luật sư, ông phục vụ trong Chiến tranh thế giới thứ hai và viết một tiểu thuyết thành công, The Servant, sau đó được quay với Dirk Bogarde và James Fox. Tiếp theo là hơn ba mươi cuốn sách bao gồm tiểu thuyết, du lịch, vở kịch và tác phẩm tiểu sử. Trong Viện Quý tộc, ông đã thu hút sự chú ý đến nạn buôn người như là chế độ nô lệ mới.

## Đời tư
Được mô tả là "đồng tính luyến ái", Maugham không bao giờ kết hôn, và tử tước đã tuyệt chủng sau cái chết của ông. Ông chết vì tắc mạch phổi, kết hợp với bệnh đái tháo đường lâu năm, mặc dù một nguyên nhân chính thức của cái chết rất khó có được vì cơ thể ông rõ ràng đã bị mất trong bốn mươi tám giờ sau khi ông chết. Ông có ba chị em: Kate, Honor, và tiểu thuyết gia Diana Marr-Johnson (1908–2007). Ông được chôn cất tại Hartfield, Sussex, bên cạnh cha mẹ.
Maugham đã mua con tàu buôn MV Joyita như một kẻ hù dọa vào đầu những năm 1960, viết về bí ẩn của vụ việc trong cuốn sách The Joyita Mystery (1962) của ông. Con tàu đã bị mất trên biển chỉ xuất hiện trở lại năm tuần sau khi một cuộc tìm kiếm lớn không tìm thấy gì, không có thủy thủ đoàn hay hành khách, và mất bốn tấn hàng hóa.
Ông đã viết một cách thẳng thắn, được giới phê bình đánh giá cao, hồi ký, Escape from the Shadows (London: Hodder and Stoughton, 1972), và sau đó là phần tiếp theo, Search for Nirvana (1975).

## Qua đời
Trong năm năm cuối đời, với tác động của phong trào mới của chủ nghĩa hiện thực giai cấp công nhân, sự nổi tiếng của ông bắt đầu giảm dần và sức khỏe của ông ngày càng xấu đi. Robin Maugham qua đời ở Brighton năm 1981, hưởng thọ 64 tuổi.